# Парламентские выборы на Арубе (2013)
Парламентские выборы на Арубе прошли 27 сентября 2013 года На них избирался 21 депуатат парламента Арубы. Выборы стали восьмыми со времени получения автономии от Нидерландов в 1986 году, в них приняли участие 6 политических партий.
В результате победу одержала Народная партия Арубы, получившая 13 мест парламента.

## Избирательная система
21 член Парламента Арубы избирается по открытым спискам на основе пропорционального представительства по единому национальному округу.

## Результаты
| Партия                                | Голоса | %     | Места | +/–   |
| ------------------------------------- | ------ | ----- | ----- | ----- |
| Народная партия Арубы                 | 33 103 | 57,28 | 13    | +1    |
| Народное избирательное движение       | 17 653 | 30,54 | 7     | –1    |
| Настоящая демократия                  | 4518   | 7,82  | 1     | 0     |
| Сеть избирательской демократии        | 1209   | 2,09  | 0     | 0     |
| Патриотический прогрессивный союз     | 805    | 1,39  | 0     | новая |
| Патриотическая партия Арубы           | 506    | 0,88  | 0     | 0     |
| Недействительных/пустых бюллетеней    | 556    | –     | –     | –     |
| Всего                                 | 58 350 | 100   | 21    | 0     |
| Зарегистрированных избирателей / Явка | 68 758 | 84,86 | –     | –     |
| Источник: Overheid                    |        |       |       |       |